# Regeringen Carl Bildt

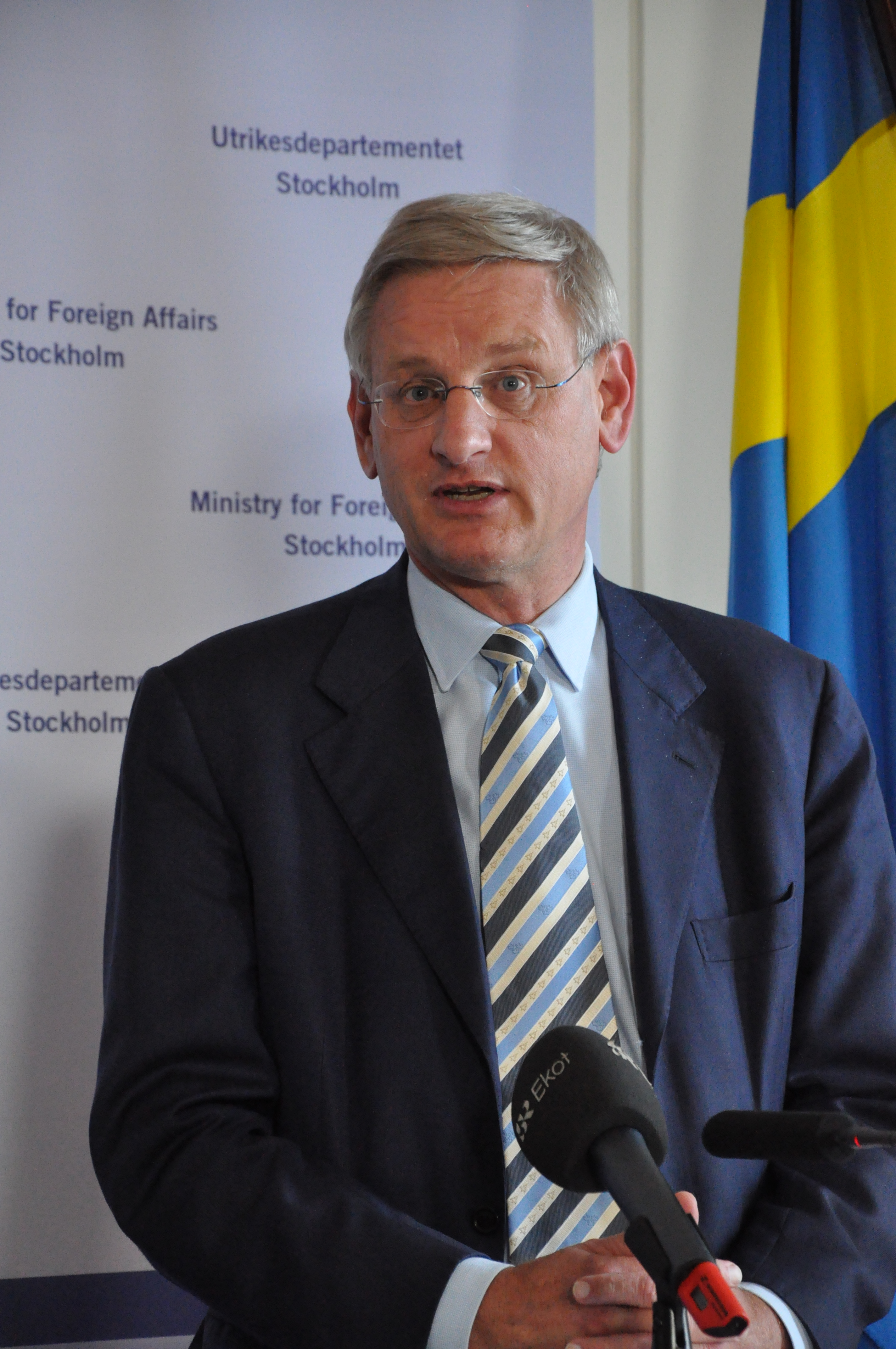
Carl Bildt var statsminister i regeringen Bildt.

Regeringen Carl Bildt var en svensk koalitionsregering mellan Moderata samlingspartiet (M), Centerpartiet (C), Folkpartiet liberalerna (FP) och Kristdemokratiska samhällspartiet (KDS). Den regerade från den 4 oktober 1991 till 7 oktober 1994. Statsminister var moderatledaren Carl Bildt.
Enligt regeringsförklaringen eftersträvade regeringen, där så var möjligt, en bred förankring i riksdagen. Statsministern förklarade att "en konstruktiv opposition kommer att möta en öppen regering. I avgörande frågor – till exempel steget in i Europa och pensionssystemets trygghet – är enighet om färdriktningen särskilt angelägen." Men han förklarade också att regeringen tänkte föra en annan politik än Socialdemokraterna: "Men nu är kollektivismens tid slut. I vårt Sverige kommer samhället alltid att vara större än staten."

## Statsråd
* Statsminister eller departementschef
| Titel                                           | Namn                 | Namn                     | Tillträdde           | Avgick               | Parti                             |                      |                      |                      |                      |
| Statsrådsberedningen                            | Statsrådsberedningen | Statsrådsberedningen     | Statsrådsberedningen | Statsrådsberedningen | Statsrådsberedningen              | Statsrådsberedningen | Statsrådsberedningen | Statsrådsberedningen | Statsrådsberedningen |
| ----------------------------------------------- | -------------------- | ------------------------ | -------------------- | -------------------- | --------------------------------- | -------------------- | -------------------- | -------------------- | -------------------- |
| Statsminister                                   |                      | Carl Bildt*              | 4 oktober 1991       | 7 oktober 1994       | Moderaterna                       |                      |                      |                      |                      |
| Justitiedepartementet                           |                      |                          |                      |                      |                                   |                      |                      |                      |                      |
| Justitieminister                                |                      | Gun Hellsvik*            | 4 oktober 1991       | 7 oktober 1994       | Moderaterna                       |                      |                      |                      |                      |
| Biträdande justitieminister                     |                      | Reidunn Laurén           | 4 oktober 1991       | 7 oktober 1994       | Partilös                          |                      |                      |                      |                      |
| Utrikesdepartementet                            |                      |                          |                      |                      |                                   |                      |                      |                      |                      |
| Utrikesminister                                 |                      | Margaretha af Ugglas*    | 4 oktober 1991       | 7 oktober 1994       | Moderaterna                       |                      |                      |                      |                      |
| Biståndsminister                                |                      | Alf Svensson             | 4 oktober 1991       | 7 oktober 1994       | Kristdemokratiska samhällspartiet |                      |                      |                      |                      |
| Europa- och utrikeshandelsminister              |                      | Ulf Dinkelspiel          | 4 oktober 1991       | 7 oktober 1994       | Moderaterna                       |                      |                      |                      |                      |
| Försvarsdepartementet                           |                      |                          |                      |                      |                                   |                      |                      |                      |                      |
| Försvarsminister                                |                      | Anders Björck*           | 4 oktober 1991       | 2 oktober 1994       | Moderaterna                       |                      |                      |                      |                      |
| Försvarsminister                                |                      | Per Unckel (t.f.)*       | 3 oktober 1994       | 7 oktober 1994       | Moderaterna                       |                      |                      |                      |                      |
| Socialdepartementet                             |                      |                          |                      |                      |                                   |                      |                      |                      |                      |
| Socialminister och vice statsminister           |                      | Bengt Westerberg*        | 4 oktober 1991       | 7 oktober 1994       | Folkpartiet                       |                      |                      |                      |                      |
| Jämställdhetsminister                           |                      | Bengt Westerberg         | 15 januari 1993      | 7 oktober 1994       | Folkpartiet                       |                      |                      |                      |                      |
| Sjukvårds- och socialförsäkringsminister        |                      | Bo Könberg               | 4 oktober 1991       | 7 oktober 1994       | Folkpartiet                       |                      |                      |                      |                      |
| Kommunikationsdepartementet                     |                      |                          |                      |                      |                                   |                      |                      |                      |                      |
| Kommunikationsminister                          |                      | Mats Odell*              | 4 oktober 1991       | 7 oktober 1994       | Kristdemokratiska samhällspartiet |                      |                      |                      |                      |
| Finansdepartementet                             |                      |                          |                      |                      |                                   |                      |                      |                      |                      |
| Finansminister                                  |                      | Anne Wibble*             | 4 oktober 1991       | 7 oktober 1994       | Folkpartiet                       |                      |                      |                      |                      |
| Skatte- och idrottsminister                     |                      | Bo Lundgren              | 4 oktober 1991       | 7 oktober 1994       | Moderaterna                       |                      |                      |                      |                      |
| Utbildningsdepartementet                        |                      |                          |                      |                      |                                   |                      |                      |                      |                      |
| Utbildningsminister                             |                      | Per Unckel*              | 4 oktober 1991       | 7 oktober 1994       | Moderaterna                       |                      |                      |                      |                      |
| Skolminister                                    |                      | Beatrice Ask             | 4 oktober 1991       | 7 oktober 1994       | Moderaterna                       |                      |                      |                      |                      |
| Jordbruksdepartementet                          |                      |                          |                      |                      |                                   |                      |                      |                      |                      |
| Jordbruksminister                               |                      | Karl Erik Olsson*        | 4 oktober 1991       | 7 oktober 1994       | Centerpartiet                     |                      |                      |                      |                      |
| Arbetsmarknadsdepartementet                     |                      |                          |                      |                      |                                   |                      |                      |                      |                      |
| Arbetsmarknadsminister                          |                      | Börje Hörnlund*          | 4 oktober 1991       | 7 oktober 1994       | Centerpartiet                     |                      |                      |                      |                      |
| Minister för nordiskt samarbete                 |                      | Börje Hörnlund           | 16 juni 1994         | 7 oktober 1994       | Centerpartiet                     |                      |                      |                      |                      |
| Industridepartementet/Näringsdepartementet      |                      |                          |                      |                      |                                   |                      |                      |                      |                      |
| Industri- och energiminister                    |                      | Per Westerberg*          | 4 oktober 1991       | 21 oktober 1991      | Moderaterna                       |                      |                      |                      |                      |
| Närings- och energiminister                     |                      | Per Westerberg*          | 21 oktober 1991      | 7 oktober 1994       | Moderaterna                       |                      |                      |                      |                      |
| Civildepartementet                              |                      |                          |                      |                      |                                   |                      |                      |                      |                      |
| Civil-, konsument-, kyrko-, och ungdomsminister |                      | Inger Davidson*          | 4 oktober 1991       | 7 oktober 1994       | Kristdemokratiska samhällspartiet |                      |                      |                      |                      |
| Miljö- och naturresursdepartementet             |                      |                          |                      |                      |                                   |                      |                      |                      |                      |
| Miljöminister                                   |                      | Olof Johansson*          | 4 oktober 1991       | 16 juni 1994         | Centerpartiet                     |                      |                      |                      |                      |
| Miljöminister                                   |                      | Görel Thurdin*           | 16 juni 1994         | 2 oktober 1994       | Centerpartiet                     |                      |                      |                      |                      |
| Miljöminister                                   |                      | Karl Erik Olsson (t.f.)* | 3 oktober 1994       | 7 oktober 1994       | Centerpartiet                     |                      |                      |                      |                      |
| Planminister                                    |                      | Görel Thurdin            | 4 oktober 1991       | 16 juni 1994         | Centerpartiet                     |                      |                      |                      |                      |
| Minister för nordiskt samarbete                 |                      | Olof Johansson           | 4 oktober 1991       | 16 juni 1994         | Centerpartiet                     |                      |                      |                      |                      |
| Bostadsdepartementet                            |                      |                          |                      |                      |                                   |                      |                      |                      |                      |
| Bostadsminister                                 |                      | Birgit Friggebo*         | 4 oktober 1991       | 30 november 1991     | Folkpartiet                       |                      |                      |                      |                      |
| Kulturdepartementet                             |                      |                          |                      |                      |                                   |                      |                      |                      |                      |
| Kultur- och invandrarminister                   |                      | Birgit Friggebo*         | 1 december 1991      | 7 oktober 1994       | Folkpartiet                       |                      |                      |                      |                      |
| Jämställdhetsminister                           |                      | Birgit Friggebo*         | 1 december 1991      | 15 januari 1993      | Folkpartiet                       |                      |                      |                      |                      |

## Regeringsbildning
På förmiddagen dagen efter valet – måndagen den 16 september 1991 – inlämnade statsminister Ingvar Carlsson sin ansökan om entledigande till talman Thage G Peterson. Talmannen entledigade omedelbart statsministern och övriga statsråd. Under dagen förde talmannen samtal med samtliga ledare för de partier som invalts i riksdagen och informerade därefter de vice talmännen. På måndag kväll åt Bengt Westerberg middag hemma hos Carl Bildt där de diskuterade vilka regeringsalternativ som fanns. Bildt ville att Moderaterna och Folkpartiet skulle utgöra kärnan i en borgerlig minoritetsregering. Westerberg ansåg att det var läge för en borgerlig regering men att det fanns frågetecken för Centerpartiet som inte hade kunnat ställa upp på förslagen i Ny start för Sverige. Westerberg ansåg också att en borgerlig regering inte fick bli beroende av Ny demokratis stöd i riksdagen.
Dagen därpå uppdrog talmannen åt Moderata samlingspartiets ordförande Carl Bildt att undersöka möjligheterna att bilda regering med bredast möjliga stöd i riksdagen. Därefter informerade han statschefen Carl XVI Gustaf. Senare under dagen informerades de övriga ovannämnda partiledarna, varefter de vice talmännen informerades.
Tisdagen den 24 september meddelade Carl Bildt vid ett möte med talmannen att han vid sina sonderingar i regeringsfrågan konstaterat att de fanns underlag för att bilda en borgerlig fyrpartiregering bestående av Moderaterna, Folkpartiet, Centerpartiet och Kristdemokratiska samhällspartiet. Under dagarna dessförinnan hade Carl Bildt per telefon lämnat talmannen en lägesrapport och denne hade haft kontakter med övriga partiledare. Under tisdagseftermiddagen hade talmannen kontakt med Alf Svensson, Olof Johansson, Bengt Westerberg och Ian Wachtmeister. Han träffade därefter på nytt Carl Bildt, som därvid ombads fullfölja förberedelsearbetet med att bilda en ny regering. Under kvällen informerade talmannen Thage G Peterson statschefen H.M. Konungen. Därefter informerades Ingvar Carlsson, de vice talmännen och Lars Werner i nämnd ordning.
Måndagen den 30 september sammanträdde kammaren första gången under valperioden. Ingegerd Troedsson valdes till ny talman och övertog arbetet med regeringsbildningen. Under eftermiddagen samtalade hon med ledarna för samtliga riksdagspartier och informerade därefter de vice talmännen. Morgonen därpå informerade hon statschefen H.M. Konungen. Under tisdagseftermiddagen samtalade talmannen med ledarna för de presumtiva regeringspartierna, varvid framgick att dessa var villiga att tillsammans bilda ny regering.
Vid kammarens sammanträde tisdagen den 1 oktober kl. 17 föreslog talman Troedsson riksdagen att till ny statsminister utse Carl Bildt, som avsåg bilda regering bestående av företrädare för Moderata samlingspartiet, Folkpartiet liberalerna, Centerpartiet och Kristdemokratiska samhällspartiet. Förslaget bordlades.
Förhandlingarna om regeringsfrågan fördes först på lägre nivå där man gick igenom de frågor där det skulle kunna uppkomma konflikter. De viktigaste förhandlingarna skedde mellan de fyra partiledarna. Den 3 oktober möttes de fyra och diskuterade det sista utkastet till regeringsförklaring som de till slut kunde enas om. Samma dag sammanträdde de borgerliga partiernas riksdagsgrupper och respektive partiledare rekommenderade ledamöterna att rösta ja till regeringsförklaringen.
Vid kammarens sammanträde torsdagen den 3 oktober godkände riksdagen talmannens förslag med röstetalen 163 ja och 147 nej. 23 riksdagsledamöter avstod från att rösta. Socialdemokraternas gruppledare Jan Bergqvist förklarade att de röstade nej med hänvisning till att man gjort så i samma situation 1976, 1979 och 1981. Ny demokratis partiledare Ian Wachtmeister beklagade att det inte fanns en regeringsförklaring att ta ställning till inför omröstningen och partiet skulle därför lägga ned sina röster.
Samma dag utfärdade talmannen på riksdagens vägnar enligt 6 kap. 4§ regeringsformen förordnande för Carl Bildt att vara statsminister.
Dagen därpå, fredagen den 4 oktober kl. 9, anmälde statsminister Carl Bildt för riksdagen de statsråd som han utsett att tillsammans med honom ingå i regeringen och avgav en regeringsförklaring. Skifteskonselj hölls, under H.M. Konungens ordförandeskap, samma dag kl. 11.30.

## Organisation
I regeringen ingick 21 statsråd, en minskning med ett statsråd jämfört med den tidigare regeringen. Mellan de fyra i regeringen samverkande partierna fördelades 20 av posterna. Moderata samlingspartiet erhöll åtta poster, Folkpartiet liberalerna fyra poster, Centern fyra poster och Kristdemokratiska samhällspartiet tre poster. Ett av statsråden, Reidunn Laurén, var partipolitiskt obunden. Statsrådet och chefen för socialdepartementet Bengt Westerberg (FP) utsågs enligt 7 kap. 8§ regeringsformen till ställföreträdare för statsministern.
Dagen efter regeringsskiftet utfärdades en förordning (1991:1329) om ändring i departementsförordningen (1982:1177) med innebörd att Industridepartementet den 22 oktober 1991 ändrade namn till Näringsdepartementet.
Den 1 december 1991 trädde vissa ändringar i departementsorganisationen i kraft (SFS 1991:1468). Ett nytt departement – Kulturdepartementet – inrättades för frågor om kultur, massmedier, invandring och jämställdhet. Bostadsdepartementet lades ned. Miljödepartementet ändrade beteckning till Miljö- och naturresursdepartementet. Frågor som rörde polisväsendet flyttades från Civildepartementet till Justitiedepartementet. Till Socialdepartementet flyttades frågor om bostadsbidrag från Bostadsdepartementet och frågor som gäller handel med alkohol med mera från Finansdepartementet. Till Finansdepartementet fördes från Civildepartementet frågor om den offentliga sektorn i allmänhet och vissa frågor rörande statsförvaltningen. Dessutom överfördes till Finansdepartementet vissa frågor om bostadsväsendet samt idrottsfrågor från Bostadsdepartementet. Frågor rörande biobränslen fördes till Jordbruksdepartementets verksamhetsområde från Näringsdepartementet. Regionalpolitiska frågor flyttades från näringsdepartementet till Arbetsmarknadsdepartementet. Till Näringsdepartementet flyttades frågor som gällde bland annat näringsfrihet och pris- och konkurrensförhållandena från Civildepartementet och vissa frågor som gällde byggnadsforskning från Bostadsdepartementet. Miljö- och naturresursdepartementet tillfördes frågor om markanvändning och bebyggelse med mera från det nedlagda Bostadsdepartementet.
Efter regeringsskiftet 1991 inrättades fyra samordningskanslier. Inom statsministerns kansli skapades ett samordningskansli under ledning av statssekreteraren Peter Egardt. I statsrådsberedningen fanns därutöver tre samordningskanslier för Folkpartiet liberalerna, Centern respektive Kristdemokratiska samhällspartiet under ledning av var sin statssekreterare. I statsministerns kansli ingick förutom samordningskansliet, en enhet för säkerhetspolitisk analys, en enhet för politisk planering och en enhet för press- och informationsfrågor.
Den 16 juni 1994 entledigade statsminister Bildt statsrådet och chefen för Miljö- och naturresursdepartementet Olof Johansson. Samma dag utsågs statsrådet Görel Thurdin till chef för Miljö- och naturresursdepartementet.
Försvarsminister Anders Björck och miljöminister Görel Thurdin entledigades från regeringen från den 3 oktober 1994. De valdes samma dag till riksdagens förste respektive andre vice talman. Statsminister Bildt förordnade utbildningsminister Per Unckel att uppehålla befattningen som chef för Försvarsdepartementet från den 3 oktober 1994 till dess en ny regering tillträtt. Jordbruksminister Karl Erik Olsson förordnades att för samma tid uppehålla befattningen som chef för Miljö- och naturresursdepartementet.

## Regeringens politik

### Frågan om aktieinnehav
Vid regeringens tillträde uppmärksammades att några av statsråden ägde aktier i börsnoterade företag och att innehavet kunde göra att jävsfrågor kunde uppkomma i samband med statsrådens ämbetsutövning. Av förvaltningslagen (1986:223) 11§ framgår att den som skall handlägga ett ärende är jävig om saken angår honom själv eller hans make, förälder, barn eller syskon eller någon annan närstående eller om ärendets utgång kan väntas medföra synnerlig nytta eller skada för honom själv eller närstående. Även om statsråden inte lyder under förvaltningslagen så brukar den ändå tillämpas.
Frågan om jäv gällde framför allt statsråden Per Westerberg och Ulf Dinkelspiel. Frågan togs upp av Konstitutionsutskottet som höll utfrågningar med Carl Bildt, Dinkelspiel, Westerberg, Reidunn Laurén och Bo Lundgren. Regeringen tillsatte en Etikkommitté för att ge råd till statsråd i denna fråga. Per Westerberg hade deltagit i beslut som gällde företag där han själv ägde aktier. KU ansåg att det behövdes klara regler om jäv och att möjligheten att aktierna sköts av en förvaltare studerades närmare.

### Asylpolitik
Regeringen Bildt upphävde luciabeslutet den 19 december 1991 som den socialdemokratiska regeringen tidigare fattat. Nu öppnades dörren åter för asyl till facto-flyktingar och värnpliktsvägrare.

### Krispaketen
Den 24 augusti 1992 var orolig, med valutaoro på världens börser. Den 26 augusti höjdes marginalräntan av Riksbanken från 13 till 16 procent. Finansminister Wibble förklarade att regeringen inte tänkte föra någon "veckopolitik" med anledning av detta. Den 8 september steg marginalräntan till 24 procent och den finska riksbanken övergav den fasta växelkursen för finska marken. Den 9 september steg marginalräntan till 24 procent och den 16 september till 500 procent.
Det första krispaketet kom till efter förhandlingar mellan regeringen och socialdemokraterna och presenterades den 20 september 1992. Paketet innebar
- att ränteavdragen förblev 30 procent
- att skatten på kapitalinkomster förblev 30 procent
- att pengarna från löntagarfonderna skulle stanna i AP-fonderna
- att sjuk- och arbetsskadeförsäkringen lyfts ut ur statsbudgeten
- fortsatta privatiseringar sker endast efter samråd med socialdemokraterna
- regeringens förslag om vårdnadsbidrag införs inte
- en karensdag vid sjukdom
- höjd pensionsålder
- minskade bostadssubventioner
- höjda skatter på bensin och tobak

Det andra krispaketet tillkom som en följd av den höga marginalräntan och att valutautflödet var mycket högt. Detta krispaket presenterades den 30 september och innehöll:
- sänkt arbetsgivaravgift med 4 procent
- slopandet av två semesterdagar
- den allmänna momsen ligger kvar på 25 procent
- momsen på livsmedel och resor höjs från 18 % till 21 %
- första barnbidraget avskaffas
- ytterligare en karensdag

I början av november tog valutautflödet åter fart. Den 12 november kunde inte Riksgäldskontoret sälja statsskuldsväxlar och obligationer på kreditmarknaden. Den följande veckan försvann 160 miljarder kronor ur Sverige.
På förmiddagen den 19 november lade regeringen fram ett nytt krispaket utan stöd från socialdemokraterna. Detta paket innehöll bland annat sänkt arbetsgivaravgift med 7 procent. På eftermiddagen, klockan 14.28 gav riksbanken upp den fasta växelkursen. Kronan sjönk omedelbart med 10 procent mot D-marken och dollarn.

### Utrikespolitik
Regeringen erkände de forna sovjetstaterna som självständiga före Sovjetunionens upplösning.
Den 23 juni 1994 undertecknade statsministern ett fördrag om Sveriges anslutning till EU.

### Bankkrisen
Se Finanskrisen i Sverige 1990–1994

### Privatiseringar
Redan på hösten 1991 föreslog regeringen i en proposition till riksdagen att sälja aktierna i 34 helt eller delvis statliga företag:
- Våren 1993 såldes tre fjärdedelar av aktierna i försvarskoncernen Celsius.
- Skogsbolaget Assi-Domän hade bildats vid årsskiftet 1993/1994 genom sammanslagning av ASSI (AB Statens Skogsindustrier), Domän AB och Ncb AB. Våren 1994 såldes 49 % av statens aktier ut till ungefär 200 000 aktieägare.
- Det statliga aktieinnehavet i OK Petroleum såldes.
- Även statens ägarandel i Pharmacia såldes 1994.[10]

### Nya myndigheter
Regeringen Carl Bildt drev också igenom vissa myndighetsförändringar inom riksdag och statsförvaltning. Inom riksdagen inrättades ett nytt utskott - EES-utskottet som sedan blev EU - nämnden. Inom statsförvaltningen företogs vissa förändringar inom ämbetsverk och myndigheter. Bland de förändringar inom nya myndigheter som blivit bestående är bland annat:
- Folkhälsoinstitutet
- Post- och telestyrelsen (tog över myndighetsfunktioner efter bolagisering av Postverket och Televerket)
- Statens fastighetsverk (bildad genom uppdelning av Byggnadsstyrelsen)
- Verket för högskoleservice
- Överklagandenämnden för högskolan
- Konkurrensverket
- Elsäkerhetsverket
- Försvarsmakten (ny central myndigheten för försvaret; sammanslagning av flera försvarsmyndigheter)
- Barnombudsmannen
- Smittskyddsinstitutet
- Statens Institutionsstyrelse
- Statens väg- och transportforskningsinstitut
- Sametinget (ny myndighet för samisk kultur)
- Språk- och folkminnesinstitutet (tidigare DOVA-myndigheten)
- Radio- och TV-verket och Granskningsnämnden för radio och TV (ombildning av fyra andra myndigheter för radio och TV)

## Regeringens ekonomiska politik
| Statsbudgetens saldo                                            | Statsbudgetens saldo | Statsbudgetens saldo | Statsbudgetens saldo |
| Budgetår                                                        | Inkomster            | Utgifter             | Budgetsaldo          |
| --------------------------------------------------------------- | -------------------- | -------------------- | -------------------- |
| 1991/92                                                         | 454 928              | 455 526              | -597                 |
| 1992/93                                                         | 418 674              | 489 457              | -70 783              |
| 1993/94                                                         | 358 352              | 520 698              | -162 346             |
| 1994/95                                                         | 359 000              | 531 000              | -172 000             |
| Belopp i miljoner kronor. Källa:Årsboken När Var Hur, 1991–1995 |                      |                      |                      |

I sin första statsbudget för budgetåret 1992/93 föreslog finansminister Anne Wibble bland annat två karensdagar vid sjukdom, höjda avgifter till arbetslöshetsförsäkringen och att delpensionen avskaffades. Underskottet i statsbudgeten var 70,8 miljarder kronor.
Som en följd av att den fasta växelkursen hösten 1992 övergavs sjönk kronan mot dollarn och D-marken med ungefär 15 procent. Detta fick som följd av den svenska exportindustrin kunde sälja mycket bättre. För 1993 blev handelsöverskottet hela 60 miljarder.
När Wibble presenterade statsbudgeten i januari 1993 senare visade statsbudgeten för 1993/94 ett underskott på 162 miljarder.
I december 1993 gjorde regeringen upp med Ny demokrati om införandet av obligatorisk arbetslöshetsförsäkring samt bolagisering av Posten. Samma månad klubbade riksdagen slopad skatt på aktieutdelning, sänkt skatt på aktiereavinster från 25 procent till 12,5 procent samt sänkt bolagsskatt från 30 procent till 28 procent. När regeringen lade fram sin finansplan i mars 1993 föreslog regeringen fem karensdagar vid anmälan om arbetslöshet, sänkt arbetslöshetsersättning från 90 procent till 80 procent av den sjukpenninggrundande inkomsten samt försämrad delpension. Ny demokrati hotade först att rösta emot regeringen vid riksdagens omröstning den 17 mars och därmed fälla förslaget men när statsministern hotade att regeringen i så fall skulle utlysa nyval lade partiet ned sina röster.
Den 1 juli 1994 infördes ett vårdnadsbidrag på 2 000 kr/månad. Detta avskaffades efter riksdagsvalet 1994 från och med 1 januari 1995.

## Statssekreterare
- Statsrådsberedningen: Peter Egardt (M)
- Samordningskansliet: Staffan Herrström (FP), Thomas Korsfeldt (C), Sven Gunnar Persson (KDS)
- Justitiedepartementet: Krister Thelin
- Utrikesdepartementet: Lars-Åke Nilsson, Alf Samuelsson, Frank Belfrage
- Försvarsdepartementet: Michael Sahlin
- Socialdepartementet: Carl-Anders Ifvarsson
- Kommunikationsdepartementet: Per Egon Johansson
- Finansdepartementet: Kjell-Åke Henstrand, Olle Wästberg (1991–1993), Carl B Hamilton (1993–1994), Urban Bäckström
- Utbildningsdepartementet: Bjarne Kirsebom, Odd Eiken
- Jordbruksdepartementet: Mats Denninger
- Arbetsmarknadsdepartementet: Göte Ekström
- Kulturdepartementet: Carin Fischer, Lennart Rohdin, Helena Dyrssen (1994)
- Näringsdepartementet: Hans Karlander
- Civildepartementet: Kurt Hedman
- Miljödepartementet: Anders Ljunggren, Jöran Persson